# Сармато (Пјаченца)
Сармато (итал. Sarmato) је насеље у Италији у округу Пјаченца, региону Емилија-Ромања.
Према процени из 2011. у насељу је живело 2667 становника. Насеље се налази на надморској висини од 65 м.

## Географија
| Клима (Сармато)            | Клима (Сармато) | Клима (Сармато) | Клима (Сармато) | Клима (Сармато) | Клима (Сармато) | Клима (Сармато) | Клима (Сармато) | Клима (Сармато) | Клима (Сармато) | Клима (Сармато) | Клима (Сармато) | Клима (Сармато) | Клима (Сармато) |
| Показатељ \ Месец          | .Јан.           | .Феб.           | .Мар.           | .Апр.           | .Мај.           | .Јун.           | .Јул.           | .Авг.           | .Сеп.           | .Окт.           | .Нов.           | .Дец.           | .Год.           |
| -------------------------- | --------------- | --------------- | --------------- | --------------- | --------------- | --------------- | --------------- | --------------- | --------------- | --------------- | --------------- | --------------- | --------------- |
| Средњи максимум, °C (°F)   | 4 (39)          | 7 (45)          | 13 (55)         | 17 (63)         | 22 (72)         | 26 (79)         | 29 (84)         | 27 (81)         | 24 (75)         | 17 (63)         | 10 (50)         | 5 (41)          | 29 (84)         |
| Средњи минимум, °C (°F)    | −3 (27)         | −1 (30)         | 2 (36)          | 6 (43)          | 10 (50)         | 13 (55)         | 16 (61)         | 16 (61)         | 13 (55)         | 9 (48)          | 3 (37)          | −2 (28)         | −3 (27)         |
| Количина падавина, mm (in) | 63 (24,8)       | 70 (27,6)       | 77 (30,3)       | 78 (30,7)       | 71 (28)         | 63 (24,8)       | 38 (15)         | 67 (26,4)       | 57 (22,4)       | 94 (37)         | 91 (35,8)       | 70 (27,6)       | 839 (330,4)     |
| [ тражи се извор ]         |                 |                 |                 |                 |                 |                 |                 |                 |                 |                 |                 |                 |                 |

## Становништво
| 1931. | 1936. | 1951. | 1961. | 1971. | 1981. | 1991. | 2001. | 2011. |
| ----- | ----- | ----- | ----- | ----- | ----- | ----- | ----- | ----- |
| 3.201 | 3.079 | 3.041 | 2.753 | 2.640 | 2.523 | 2.583 | 2.589 | 2.919 |